# 阮福洪侅
阮福洪侅（越南语：／；1845年12月3日—1876年5月15日），越南阮朝宗室，绍治帝第二十六子，生母才人張氏永。

## 生平
紹治五年十一月初五日（1845年12月3日），阮福洪侅出生於順化皇城。嗣德十八年（1865年）閏五月，嗣德帝冊封其為堅國公（越南语：／），在承天府香茶縣富春總春陽社建藩邸。阮朝慣例，皇弟初封不爲國公，洪侅以學行獨優受封。到嗣德二十九年（1876年），阮福洪侅逝世，享年31歲，諡號純毅，葬於承天府香水縣居正總楊春上社。嗣德三十五年（1882年），又在京城養生坊建祠祭祀。
咸宜元年（1885年）八月，其子阮福膺豉繼位，是為同慶帝。其年九月二十四日（10月31日），同慶帝晉贈生父阮福洪侅為堅王（越南语：／），賜諡溫毅。同慶三年（1888年）正月，晉尊其為皇叔父，加贈堅太王（越南语：／），並改諡號為純毅，全稱純毅堅太王（越南语：／）。二月，營建堅太王墓，號為天成局，山為天皇龍山。並在其旁建追思殿，堅太王移祀於此。成泰元年（1889年）五月，追思殿建成，但情勢已變，追思殿更名凝禧殿，作為思陵別殿奉祀同慶帝，而將堅太王移祀於祭祀其母紀嬪張氏永的欣榮祠。成泰十五年（1903年），移祀於居正總楊品社。

## 家庭

### 妻子
- 堅太王妃裴氏清
- 府妾潘氏嫻，卒于1889年1月21日。

### 子女
共5子7女。堅太王房子孫名字第一字從帝系詩，第二字從藩系豆字部。
- 長子同慶帝阮福膺豉（阮福昪）（母裴氏清）
- 次子阮福膺豐，同慶三年（1888年）七月，追贈為堅縣侯。（母潘氏嫻）
- 三子建福帝阮福膺登（阮福昊）（母裴氏清）
- 四子阮福膺𧯦， 生1871年，同庆元年（1886年）袭封坚县侯，後改袭堅郡公。1901年8月21日去世（母裴氏清）
  - 孫阮福宝豐，曾任尊人府左尊卿，襲封堅鄉公。
    - 曾孫阮福永𧯢，維新八年（1914年）出生，隨保大帝前往法國求學，娶新豐公主阮玉珠環之女為妻。
- 五子咸宜帝阮福膺（阮福明）（母潘氏嫻）
- 长女阮氏秀琭，同慶三年（1888年）七月，追贈為安義縣主
- 三女阮氏如珪，母裴氏清
- 四女阮氏如姿，母裴氏清
- 五女阮氏如璠，生于嗣德二十五年（1872年），嗣德帝養於宮中，嫁大學士申仲𢤮，生2男2女，啟定三年八月二十四日（1918年9月28日）去世。
- 七女阮氏如琚

## 腳注
1. ↑  《大南實錄》正編列傳二集卷八：辰皇弟未有封國公爵者，帝以公學行獨優，故加封焉，蓋特格也。
2. ↑  啟定帝《堅太王行狀》：辰皇弟初封，皆封郡公，帝以應制學行獨勝，故有是特格。
3. ↑  《大南實錄》正編第四紀卷三十二 嗣德十八年閏五月：嗣德初年以來，凡皇弟初封，皆封郡公。此次皇弟應制三人，帝以堅國公學行獨勝，故有是特格。
4. ↑  《大南實錄》正編第六紀卷一 咸宜元年九月：向例冊文年號干支均以諭準之日填著，是月二十四日奉諭準，次年正月恭繕金冊，禮部以為晉贈尊王係是晉光大典，若遵例以谕準日著咸宜年號，恐未明妥。奏準著同慶元年正月十三日，以示分別而彰恩典。
5. ↑  堅太王墓前立有三碑，居中一碑上刻天皇龍山，居右一碑上刻皇叔父贈堅太王諡純毅萬年天成局，兩碑兩旁皆刻兩行小字崇德報恩同慶建福咸宜三帝恭上 歲次戊子季春奉 旨鐫刻，這兩碑建於同慶三年三月，居左一碑為啟定帝所作《堅太王行狀》，落款為啟定二年十一月初七日 嗣皇帝安定主人拜手謹誌。
6. ↑  《大南實錄》正編第六紀卷九 同慶三年二月。
7. ↑  啟定帝《堅太王行狀》。